# Eccymatoge morphna
Eccymatoge morphna là một loài bướm đêm trong họ Geometridae.